# Mikeschair
Mikeschair (estilizado como MIKESCHAIR) es una banda de música cristiana contemporánea y rock cristiano fundada en Tennessee, Estados Unidos. El grupo entró en las listas de música cristiana con el tema «Can't Take Away», la séptima canción cristiana más reproducida en los Estados Unidos en la semana del 13 de junio de 2009, según el chart de la revista R&R. De igual manera, el sencillo «Let The Waters Rise» llegó al puesto 8 en el listado de Christian Songs de Billboard en 2010 y fue nominada como canción del año dos veces en los GMA Dove Awards.

## Historia
MIKESCHAIR fue fundada por estudiantes cachimbos de la Universidad de Belmont, Nashville, Estados Unidos. Todo inició una noche cuando Mike Grayson componía una canción con un amigo y Jesse Hale, oriundo de Texas que vivía al otro lado del pasillo de su residencia, les preguntó si podía traer su violín y unirse a ellos, a lo cual aceptaron. Sam Tinnesz escuchó a Jesse y a Mike interpretando el tema que habían compuesto y optó por unirse al pequeño grupo. El origen del nombre de la banda se debió a una silla en el cuarto de Mike que se convirtió en el punto de inicio de la banda, según afirma Sam. "Todos vivíamos en el mismo piso en Belmont, excepto Mike. Desde que decidió pasar el tiempo con nosotros, decidimos regalarle un espacio en nuestro cuarto para que se sienta como en su hogar. La silla era su propiedad en nuestro cuarto. Él escribió su nombre grande en la silla con letra mayúscula y eso fue como su lugar de inspiración para componer canciones y ser creativo. El nombre nos recuerda nuestros inicios y cúan lejos nos ha traído Dios."
Grayson, Tinnesz y Hale agregaron al también estudiante de Belmont, Nate Onstott al grupo. Después de algunas presentaciones en su universidad y un álbum independiente, la banda firmó contrato con Curb Records y lanzó su primer álbum en 2009: Mikeschair. El grupo fue nominado en cinco ocasiones a los Premios Dove de 2010, incluyendo la categoría canción del año por «Let The Waters Rise». Al año siguiente, recibieron otras cuatro nominaciones, incluyendo grupo del año y canción del año, otra vez por «Let The Waters Rise».
Su última producción se titula A Beautiful Life y fue lanzada en 2011.

### Mikestable
La agrupación formó una organización de caridad llamada "Mikestable" junto a Food for the Hungry que consistía principalmente en la donación de alimentos. Esta idea surgió al darse cuenta de que había mucha gente que no tenía qué comer en su propio vecindario. De igual forma, MIKESCHAIR invitó a sus seguidores a llevar alimentos no perecibles a sus conciertos.

## Miembros de la banda
- Mike Grayson - Vocalista y guitarra
- Kyle Schonewill - Guitarra
- Seth Penn - Bajo
- Nate Onstott - Batería
- Jesse Hale - Teclados y violín

## Discografía

### Álbumes
Álbumes independientes
- 2006: Otherside (EP)

Álbumes de estudio
| 2009                                                     | Can't Take Away (EP)     | —  | —  | —  |
| 2009                                                     | Mikeschair               | 41 | 51 | 46 |
| 2010                                                     | Let the Waters Rise (EP) | —  | —  | —  |
| 2011                                                     | A Beautiful Life         | 17 | 22 | 10 |
| 2012                                                     | It's Christmas (EP)      | —  | —  | —  |
| "—" denota que el lanzamiento no logró entrar en listas. |                          |    |    |    |

### Sencillos
| 2009 | «Can't Take Away»              | 15 | —  | 17 | —  | —  | —  | — | Mikeschair       |
| 2010 | «Let The Waters Rise»          | 8  | 8  | 7  | 21 | 9  | —  | — | Mikeschair       |
| 2010 | «Keep Changing The World»      | 21 | —  | —  | —  | —  | —  | — | Mikeschair       |
| 2011 | «Straight To Your Heart»       | 49 | —  | —  | —  | 18 | 23 | — | Mikeschair       |
| 2011 | «Someone Worth Dying For»      | 11 | 13 | 13 | 13 | 7  | —  | 3 | A Beautiful Life |
| 2012 | «All For You»                  | 16 | 17 | 19 | —  | 5  | —  | — | A Beautiful Life |
| 2012 | «You Loved Me First»           | 34 | 23 | 28 | —  | —  | —  | — | A Beautiful Life |
| 2012 | «It's Christmas»               | 50 | —  | —  | —  | —  | —  | — | It's Christmas   |
| 2012 | «Hark! The Herald Angels Sing» | 49 | —  | —  | —  | —  | —  | — | It's Christmas   |
| 2012 | «God Rest Ye Merry Gentlemen»  | 49 | —  | —  | —  | —  | —  | — | It's Christmas   |
| 2012 | «Redemption Song»              | 19 | —  | —  | —  | —  | —  | — | It's Christmas   |
| 2013 | «All I Can Do (Thank You)»     | 23 | *  | *  | —  | *  | *  | * | Sencillo         |
| "—" denota que el lanzamiento no logró entrar en listas. "*" denota que se desconoce su posición en la lista. |                                |    |    |    |    |    |    |   |                  |

## Premios y nominaciones
| Año  | Premio                       | Categoría                             | Trabajo nominado           | Resultado |
| ---- | ---------------------------- | ------------------------------------- | -------------------------- | --------- |
| 2010 | GMA Dove Awards              | Canción del año                       | «Let The Waters Rise»      | Nominados |
| 2010 | GMA Dove Awards              | Canción rock/contemporánea del año    | «Can't Take Away»          | Nominados |
| 2010 | GMA Dove Awards              | Canción pop/contemporánea del año     | «Let The Waters Rise»      | Nominados |
| 2010 | GMA Dove Awards              | Álbum pop/contemporáneo del año       | Mikeschair                 | Nominados |
| 2011 | GMA Dove Awards              | Canción del año                       | «Let The Waters Rise»      | Nominados |
| 2011 | GMA Dove Awards              | Grupo del año                         | MIKESCHAIR                 | Nominados |
| 2011 | GMA Dove Awards              | Canción rock/contemporánea del año    | «Straight To Your Heart»   | Nominados |
| 2011 | GMA Dove Awards              | Canción pop/contemporánea del año     | «Keep Changing the World»  | Nominados |
| 2012 | GMA Dove Awards              | Canción pop/contemporánea del año     | «Someone Worth Dying For»  | Nominados |
| 2012 | GMA Dove Awards              | Álbum pop/contemporáneo del año       | A Beautiful Life           | Nominados |
| 2013 | GMA Dove Awards              | Canción del año                       | «All I Can Do (Thank You)» | Nominados |
| 2013 | GMA Dove Awards              | Canción pop/contemporánea del año     | «All I Can Do (Thank You)» | Nominados |
| 2010 | ASCAP Christian Music Awards | Una de las canciones más reproducidas | «Let The Waters Rise»      | Ganadores |